# Yang Jeong-in
Yang Jeong-in (Hangul: 양정인, Hanja: 梁精寅 , sinh ngày 8 tháng 2 năm 2001 tại Busan, Hàn Quốc), được biết đến với nghệ danh I.N (Hangul: 아이엔). Anh là một ca sĩ, vũ công, người mẫu người Hàn Quốc. I.N được nhiều người biết đến với vai trò là thành viên của nhóm nhạc nam Stray Kids do công ty JYP Entertainment thành lập và quản lý. Trong nhóm, I.N đảm nhận vị trí hát phụ kiêm maknae.

## Tên gọi
Yang Jeong-in kể rằng tên Jeong-in dù khá hiếm trong K-Pop nên không lo đụng hàng, nhưng các fan nước ngoài lại cho rằng nó khá là khó phát âm. Thế nên Jeong-in chọn chữ In trong tên mình để làm nghệ danh. Nếu chỉ là In thì đơn giản quá, đổi thành I.N cho đặc biệt hơn. Và I.N cũng là một phần của từ “come in”, một lời mời các fan hãy đến với Stray Kids cũng như I.N. 

## Tiểu sử và sự nghiệp[2]

### 2001 - 2018: Trước khi ra mắt với Stray Kids
I.N sinh ngày 8 tháng 2 năm 2001 tại Busan, Hàn Quốc. Cậu có một người anh trai và một người em trai. Cậu từng học tại trường Tiểu học Dongil Jungang, trường Trung học Busanseo và trường Trung học Biểu diễn Nghệ thuật Seoul. Hồi còn nhỏ, I.N từng là một người mẫu nhí, cậu bắt đầu muốn trở thành ca sĩ sau khi cậu hát nhạc trot cho cả gia đình cậu nghe. Vào năm lớp 8, I.N quyết định đi thử giọng cho JYP Entertainment và trở thành thực tập sinh của công ty trong 2 năm.
Cuối năm 2017, JYP Entertainment tạo ra chương trình sống còn mang tên ''Stray Kids'' cùng với Mnet. Vào đêm chung kết, I.N được công bố là thành viên của nhóm nhạc Stray Kids.

### 2018 - nay: Ra mắt với Stray Kids
Vào ngày 26 tháng 3 năm 2018, Stray Kids phát hành mini album đầu tay I am NOT với bài hát chủ đề "District 9".
Ngày 15 tháng 1 năm 2021, I.N phát hành bài hát "Maknae On Top" với hai thành viên cùng nhóm Bang Chan và Changbin.
Ngày 21 tháng 12 năm 2022, I.N ra mắt ca khúc solo "Hug Me".
Ngày 13 tháng 12 năm 2024, I.N ra mắt ca khúc solo khác tên "HALLUCINATION" và phát hành MV cho ca khúc vào 3 ngày sau đó.

## Các hoạt động khác

### Quảng cáo thương hiệu
Vào ngày 24 tháng 1 năm 2025, I.N được Bottega Veneta công bố là đại sứ thương hiệu mới. 
Vào ngày 8 tháng 5 năm 2025, I.N được Damiani công bố là đại sứ thương hiệu toàn cầu mới. 

## Danh sách chương trình

#### Chương trình thực tế
| Năm  | Kênh | Tên                    | Phát sóng                 | Ghi chú                                                               |
| ---- | ---- | ---------------------- | ------------------------- | --------------------------------------------------------------------- |
| 2017 | Mnet | Stray Kids             | 17 tháng 10 - 19 tháng 12 | Với các thực tập sinh của công ty (hiện là thành viên của Stray Kids) |
| 2021 | Mnet | Kingdom: Legendary War | 1 tháng 4 - 3 tháng 6     | Với Stray Kids                                                        |

## Sản phẩm âm nhạc cá nhân
Bài hát
| Phát hành  | Tiêu đề                                                                         | Ghi chú                 |
| ---------- | ------------------------------------------------------------------------------- | ----------------------- |
| 15/1/2021  | I.N "막내온탑 (Maknae On Top)" \| [Stray Kids : SKZ-PLAYER]                     | Với Bang Chan, Changbin |
| 17/09/2021 | Stray Kids "Gone Away (한, 승민, 아이엔)(Gone Away (HAN, Seungmin, I.N))" Video | Với HAN, Seungmin       |
| 21/12/2022 | 안아줄게요 (아이엔) Hug Me (I.N)                                                | Solo                    |
| 4/12/2023  | I.N (Feat. Hyunjin) "미제 (untitled)" \| [Stray Kids : SKZ-RECORD]              | Với Hyunjin             |